# Hikone
Hikone (japonsky 彦根市) je město v prefektuře Šiga v Japonsku. K roku 2018 v něm žilo přibližně 113 tisíc obyvatel.

## Poloha a doprava
Hikone leží na východním břehu jezera Biwa na ostrově Honšú.
Přes Hikone vede železniční trať z Tokia do Kóbe.

## Dějiny
Významnou historickou památkou v Hikone je hrad Hikone ze 17. století, přičemž již předtím byl v oblasti hrad Sawajama.
Město Hikone vzniklo v roce 1937 sloučení několika obcí. Slučování s dalšími obcemi proběhlo v letech 1942, 1950, 1952, 1956, 1957 a 1968.